# I’m from Missouri
I’m from Missouri – amerykański film z 1939 roku w reżyserii Theodore’a Reeda.

## Obsada
- Bob Burns jako Sweeney Bliss
- Gladys George jako Julie Bliss
- Gene Lockhart jako Porgie Rowe
- Judith Barrett jako Lola Pike
- William Henry jako Joel Streight
- Patricia Morison jako pani Allison 'Rowe' Hamilton
- E.E. Clive jako pan Arthur
- Melville Cooper jako  Hearne
- William Collier, Sr. jako Smith
- Lawrence Grossmith jako pułkownik Marchbank
- G.P. Huntley jako kapitan Brooks-Bowen
- Doris Lloyd jako pani Arthur
- Tom Dugan jako Gus
- Dennie Moore jako Kitty Hearne
- James Burke jako Walt Bliss
- Raymond Hatton jako Darryl Coffee